# Phaonia suturalis
Phaonia suturalis este o specie de muște din genul Phaonia, familia Muscidae, descrisă de Stein în anul 1913. Conform Catalogue of Life specia Phaonia suturalis nu are subspecii cunoscute.